# Cal Cisteller (Tavertet)
Cal Cisteller és una casa de Tavertet (Osona) inclosa a l'Inventari del Patrimoni Arquitectònic de Catalunya.

## Descripció
Edifici entre mitgeres de planta baixa i dos pisos. La façana principal té la porta d'entrada i una finestra a la planta baixa, tres finestres a la primera planta i una petita finestra i un balcó a la segona. Totes les obertures tenen la llinda i els brancals de grans carreus de pedra. En altre façana s'obre un altre balcó. El parament és de pedra irregular de diferents mides unides amb morter; hi ha un canvi de parament, les pedres de la segona planta són de major dimensions que les altres dues.